# Teeruthraj Hurdoyal
Teeruthraj „Vikram“ Hurdoyal ist ein mauritischer Politiker der Mouvement Socialiste Militant (MSM), der seit 2019 Minister für öffentlichen Dienst, administrative und institutionelle Reformen im Kabinett Pravind Jugnauth ist.

## Leben
Teeruthraj „Vikram“ Hurdoyal war von 2002 bis zum 7. November 2019 Direktor des Fruchthandelsgeschäfts OTF Export Ltd/Exofruits Export Ltd in Belle Mare. Seine politische Laufbahn für die Mouvement Socialiste Militant (MSM) begann er in der Kommunalpolitik, als er zwischen Dezember 2012 und 2014 Vorsitzender des Rates des Distrikts Flacq war. Er fungierte zugleich 2014 als Präsident der Vereinigung der Distrikträte ADC (Association of District Councils). Er absolvierte zwischen 2015 und 2016 einen Studiengang im Fach Betriebswirtschaftslehre am Charles Telfair Institute, das zur Curtin University in Perth gehört, und schloss dieses mit einem Diplom (Diploma in Business Administration) ab. Im Dezember 2016 wurde er erneut zum Vorsitzenden des Rates des Distrikts Flacq gewählt und bekleidete dieses Amt nunmehr bis November 2019.
Bei den Wahlen vom 7. November 2019 wurde Hurdoyal für die Mouvement Socialiste Militant (MSM) innerhalb der L’Alliance Morisien im Wahlkreis No.10, Montagne Blanche and Grand River South East mit 23.252 Stimmen (54 Prozent) mit dem besten Stimmenergebnis bei den drei zu vergebenden Sitzen erstmals zum Mitglied der Nationalversammlung gewählt. Daraufhin wurde er am 12. November 2019 als Minister für öffentlichen Dienst, administrative und institutionelle Reformen in das Kabinett Pravind Jugnauth berufen.